# Col·lecció Girona Fotògrafs
La Col·lecció Girona Fotògrafs és una col·lecció de llibres iniciada el 2008, des del Servei de Gestió Documental, Arxius i Publicacions (SGDAP) de l'Ajuntament de Girona, juntament amb Rigau Editors, amb l'objectiu de recuperar i posar en valor l’obra de fotògrafs gironins o amb una producció fotogràfica vinculada a Girona, i fer-los conèixer. Per això, es seleccionen aquelles fotografies que tenen un important valor documental, però també aquelles que han estat batejades com a fotografia d'autor, és a dir, les que presenten uns components lligats directament al seu valor artístic. Bona part d'aquestes fotografies, a més, es conserven al Centre de Recerca i Difusió de la Imatge (CRDI) de l'Arxiu Municipal de Girona.

## Publicacions
| Nº volum | Any  | Títol                                                   | Autoría                                                                   | Edició                                                  | ISBN                   |
| -------- | ---- | ------------------------------------------------------- | ------------------------------------------------------------------------- | ------------------------------------------------------- | ---------------------- |
| 1r       | 2008 | Joan Martí Centellas. Bellezas de Gerona, 1877          | Boadas Raset, Joan; Iglésias Franch, David; Torrella, Rafael              | Ajuntament de Girona; Rigau Editors                     | ISBN 978-84-8496-062-1 |
| 2n       | 2008 | Josep Buil i Mayral                                     | Iglésias, David; Naranjo, Joan; Navarrete Sánchez, Fina                   | Ajuntament de Girona; Edicions Gràfiques de Girona, SLU | ISBN 978-84-8496-138-3 |
| 3r       | 2009 | Antoni Varés Martinell                                  | Navarrete Sánchez, Fina; Riego Amézaga, Bernardo; Varés de Batlle, Albina | Ajuntament de Girona; Rigau Editors                     | ISBN 978-84-8496-145-1 |
| 4t       | 2009 | Jean Dieuzaide                                          | Catllar, Bernat; Dieuzaide, Jean; Surchamp, Angelico                      | Ajuntament de Girona; Rigau Editors                     | ISBN 978-84-8496-146-8 |
| 5è       | 2010 | Valentí Fargnoli (1885-1944)                            | Boadas Raset, Joan; Iglésias Franch, David                                | Ajuntament de Girona; Rigau Editors                     | ISBN 978-84-8496-157-4 |
| 6è       | 2010 | Valentí Fargnoli (1885-1944)                            | Pérez i Pena, Josep                                                       | Ajuntament de Girona; Rigau Editors                     | ISBN 978-84-8496-159-8 |
| 7è       | 2011 | Francesc Riuró                                          | Antich, Xavier; Iglésias, David                                           | Ajuntament de Girona; Rigau Editors                     | ISBN 978-84-8496-165-9 |
| 8è       | 2012 | Martí Massafont                                         | Parer Farell, Pep; Navarrete Sánchez, Fina                                | Ajuntament de Girona; Rigau Editors                     | ISBN 978-84-8496-175-8 |
| 9è       | 2012 | Salvador Crescenti (1903-1978)                          | Berga, Miquel; Feixas, Cristina                                           | Ajuntament de Girona; Rigau Editors                     | ISBN 978-84-8496-181-9 |
| 10è      | 2013 | Josep Jou i Parés (1892-1968)                           | Iglésias Franch, David; Pérez Pena, Josep; Sougez, Marie-Loup             | Ajuntament de Girona; Rigau Editors                     | ISBN 978-84-8496-188-8 |
| 11è      | 2014 | Narcís Sans i Prats                                     | Navarrete Sánchez, Fina; Terré Alonso, Laura                              | Ajuntament de Girona; Rigau Editors                     | ISBN 978-84-8496-204-5 |
| 12è      | 2015 | Fotografia Unal                                         | Martí Baiget, Jep; Iglésias Franch, David                                 | Ajuntament de Girona; Rigau Editors                     | ISBN 978-84-8496-216-8 |
| 13è      | 2016 | Joan Subias Galter                                      | Nadal Farreras, Joaquim                                                   | Ajuntament de Girona; Rigau Editors                     | ISBN 978-84-8496-223-6 |
| 14è      | 2017 | Foto Lux                                                | Baldomà Soto, Montserrat                                                  | Ajuntament de Girona; Rigau Editors                     | ISBN 978-84-8496-231-1 |
| 15è      | 2018 | AFIC. Agrupació Fotogràfica i Cinematogràfica de Girona | Navarrete Sánchez, Fina                                                   | Ajuntament de Girona; Rigau Editors                     | ISBN 978-84-8496-264-9 |
| 16è      | 2019 | Juli Torres Monsó                                       | Laguillo Menéndez, Manuel                                                 | Ajuntament de Girona; Rigau Editors                     | ISBN 978-84-8496-271-7 |
| 17è      | 2020 | Marcel Prat Prat                                        | Cañigueral Casassas, Violeta                                              | Ajuntament de Girona; Rigau Editors                     | ISBN 978-84-8496-286-1 |
| 18è      | 2021 | Miquel Morillo Gallego                                  | Curbet Hereu, Jordi                                                       | Ajuntament de Girona; Rigau Editors                     | ISBN 978-84-8496-293-9 |
| 19è      | 2022 | Moisès Tibau                                            | Pujols Grifé, Anna                                                        | Ajuntament de Girona; Rigau Editors                     | ISBN 978-84-8496-307-3 |
| 20è      | 2024 | Txús Sartorio Lorenzo                                   | Bayó i Duran, Anna                                                        | Ajuntament de Girona; Rigau Editors                     | ISBN 978-84-8496-320-2 |